# Ферран, Ришар
Риша́р Ферра́н (фр. Richard Ferrand; род. 1 июля 1962) — французский политический и государственный деятель, председатель Конституционного совета (с 2025).
Генеральный секретарь макронистской партии «Вперёд, Республика!» (с 2016 года по 2017), министр сплочения территорий (2017 год). Председатель Национального собрания Франции (2018—2022).

## Биография

### Карьера
Получил высшее образование в области журналистики и связей с общественностью.
В 1980 году вступил в Социалистическую партию, в 1991 году начал работать в аппарате государственного секретаря по социальному обеспечению и интеграции Кофи Ямньяна.
С 1998 по 2012 год Ферран руководил компанией взаимного социального страхования «Mutuelles de Bretagne» в Бресте.
В 1998 году избран депутатом генерального совета департамента Финистер.
В 2010 году избран депутатом регионального совета Бретани.
В 2012 году избран депутатом Национального собрания Франции от 6-го округа департамента Финистер.
6 апреля 2016 года одним из первых среди депутатов парламента присоединился к созданному в этот день движению Эмманюэля Макрона «Вперёд!».
26 октября 2016 года официально утверждён во второй по значимости должности в движении — генерального секретаря.
17 мая 2017 года получил портфель министра сплочения территорий в правительстве Эдуара Филиппа. Кроме того, в ведение Феррана передано бывшее Министерство жилищного строительства, возглавлявшееся Эмманюэль Косс.

### Скандал вокруг «Mutuelles de Bretagne» и парламентского помощника
23 мая 2017 года сатирический еженедельник «Canard enchaîné» опубликовал утверждение, что в 2011 году «Mutuelles de Bretagne», которой руководил Ферран, арендовала помещения у компании недвижимости, принадлежавшей его подруге. При этом газета подчеркнула, что операция была законной, а представитель правительства Франции и сам Ферран в своих комментариях заявили, что факт этой операции никогда не был тайной, и что предложение было выгодным для «Mutuelles de Bretagne».
24 мая 2017 года «Le Figaro» добавила новое обвинение: по словам её корреспондента Полы Гонсалес, с 13 января по 14 мая 2014 года парламентским помощником Феррана являлся его сын, которому было выплачено за это время 6800 евро. Ферран заверил, что сын действительно исполнял установленные обязанности, а один из сотрудников министра сказал журналистам в его защиту, что в Бретани трудно найти молодого человека, волонтёра, готового работать пять месяцев, умеющего при этом читать и писать без ошибок, а также владеющего навыками работы в Интернете.
26 мая 2017 года прокурор Республики в Бресте объявил, что после изучения вопроса принято решение не начинать по материалам публикаций предварительное следствие.
30 мая 2017 года «Le Monde» опубликовала результаты журналистского расследования, по итогам которого обвинила Феррана в «смешении жанров» политики и бизнеса, имея в виду совмещение его политической карьеры в Бретани и руководства частной компанией. По сведениям газеты, в 2012 году, после избрания в Национальное собрание, Ферран отошёл от руководства компанией, но совет директоров назначил на освободившееся место его многолетнюю помощницу Жоэль Салаюн (Joëlle Salaün), а сам Ферран сохранил должность в её аппарате, получая до 2017 года по 1250 евро в месяц. Ферран не опровергал эти утверждения, но уточнил, что общее собрание акционеров «Mutuelles de Bretagne» единогласно приняло решение о найме Жоэль Салаюн, а сам Ферран с 2012 по 2017 год оказывал компании экспертные услуги. Поскольку одним из обвинений газеты было неупоминание Ферраном в декларации для Верховного управления по обеспечению прозрачности общественной жизни (HATVP) наличия у него парламентского помощника Эрва Клабона (Hervé Clabon), он пояснил, что на момент подачи декларации 25 января 2014 года Клабон уже уволился, а своего сына Ферран взял на его место три дня спустя. В связи с периодическим обращением «Mutuelles de Bretagne» к услугам бывшей жены Феррана — Франсуаз Кусталь (Françoise Coustal), политик пояснил, что первый такой случай имел место в 2002 году, через восемь лет после их развода.
1 июня 2017 года прокуратура Бреста начала официальное расследование.
18 июня 2017 года на парламентских выборах во втором туре голосования переизбран в своём 6-м округе департамента Финистер с результатом 56,53 % (в первом туре 11 июня получил 33,93 %).

### Лидер парламентской фракции
19 июня 2017 года Эдуар Филипп объявил об отставке своего первого правительства, и в этот же день Феррана принял в Елисейском дворце генеральный секретарь администрации президента Алексис Колер, а затем — и сам президент Макрон, по предложению которых Ферран отказался от должности в формируемом по итогам парламентских выборов втором правительстве Эдуара Филиппа и согласился возглавить фракцию партии «Вперёд, Республика!» в Национальном собрании.
24 июня 2017 года, будучи единственным кандидатом, единогласно при двух воздержавшихся избран председателем фракции.
13 октября 2017 года прокуратура Бреста закрыла дело «Mutuelles de Bretagne» без предъявления обвинений.

### Председатель Национального собрания
12 сентября 2018 года избран председателем Национального собрания — нижней палаты французского парламента — ввиду перехода Франсуа де Рюжи в правительство. За Феррана проголосовали 254 депутата — больше, чем за четырёх других кандидатов вместе взятых.
11 сентября 2019 года прокуратура предъявила Феррану официальное обвинение в незаконном получении доходов от «Mutuelles de Bretagne», но политик отказался уйти в отставку с занимаемой должности.
19 июня 2022 года проиграл парламентские выборы в своём округе кандидатке левого блока Мелани Томен с результатом 49,15 %, отстав от победительницы на 800 голосов.

### Председатель Конституционного совета
19 февраля 2025 года парламент утвердил кандидатуру Феррана, предложенную президентом Макроном на пост председателя Конституционного совета. Из 122 голосов выборщиков он при поддержке Национального объединения и противодействии левых получил 39 голосов «за» и 58 «против» (при 59 голосах «против» его кандидатура была бы заблокирована).